# Ronnie Eugene Smith
Ronnie Eugene Smith (Galveston, 21. travnja 1962. – 17. prosinca 2011.) je bivši američki košarkaš. Poslije je dobio francusku putovnicu pa je igrao za Francusku. Igrao je na mjestu krilnog centra. Visine je 206 cm. Igrao je u Euroligi sezone 1998./99. za francuski Pau Orthez iz Paua.
Igrao je američku sveučilišnu košarku za Nebraska Cornhuskers.